# Parafia Wniebowzięcia Najświętszej Maryi Panny w Celestynowie
Parafia Wniebowzięcia Najświętszej Maryi Panny w Celestynowie – parafia rzymskokatolicka należąca do dekanatu Otwock-Kresy, diecezji warszawsko-praskiej, metropolii warszawskiej Kościoła katolickiego. Erygowana w 1929. Mieści się przy placu Stefana Wyszyńskiego 3. Prowadzą ją księża diecezjalni.

## Zasięg parafii
Do parafii należą wierni z następujących miejscowości: Celestynów, Dąbrówka (część), Lasek, Regut i Tabor.

## Historia
W 1927 roku przystąpiono do budowy drewnianej kaplicy, którą 17 lipca tego samego roku poświęcił ks. Piotr Górski, proboszcz z Kołbieli. Pierwszym kapłanem, który przyjeżdżał do Celestynowa na niedziele i święta, był ks. Stanisław Rostowski, student z diecezji sandomierskiej
1 września 1929 została erygowana parafia w Celestynowie z części parafii Kołbiel, w dekanacie Praskim przez dekret ks. kardynała Aleksandra Kakowskiego. 30 października 1932 odbyło się poświęcenie kościoła, którego dokonał ks. biskup Stanisław Gall
14 czerwca 1966 zostały poświęcone przez kard. Stefana Wyszyńskiego dzwony o imionach: Maria, Józef, Andrzej Bobola na wieży kościoła w Celestynowie.
W 2015 powstały ołtarze boczne siostry Faustyny Kowalskiej oraz świętego Franciszka.
W latach 2016–2017 ks. Mirosław Wasiak przeprowadził renowację ołtarza głównego w kościele parafialnym, dzięki czemu przywrócono ciemny kolor dębu.

## Proboszczowie Parafii
- 1929–1932 – ks. Anatol Sałaga
- 1932–1935 – ks. Jan Maciejewski
- 1935–1946 – ks. Eugeniusz Banasiewicz
- 1946–1966 – ks. Marian Dembowski
- 1964–1972 – ks. Józef Płudowski
- 1972–1995 – ks. Eugeniusz Borecki
- 1995–1997 – ks. Janusz Kuśmierczyk Janusz (†)
- 1997–2000 – ks. Edward Kowara
- 2000–2006 – ks. Krzysztof Czyżyk
- 2006–2010 – ks. Stanisław Jerzy Wawrzyniak
- od 2010 – ks. Mirosław Wasiak

## Wspólnoty i ruchy
- Katolicka Odnowa w Duchu Świętym
- Ruch Światło-Życie
- Domowy Kościół
- Spotkania mężczyzn
- Szkoła Mam/Szkoła Żon
- Służba Liturgiczna Ołtarza

Kościół Wniebowzięcia NMP
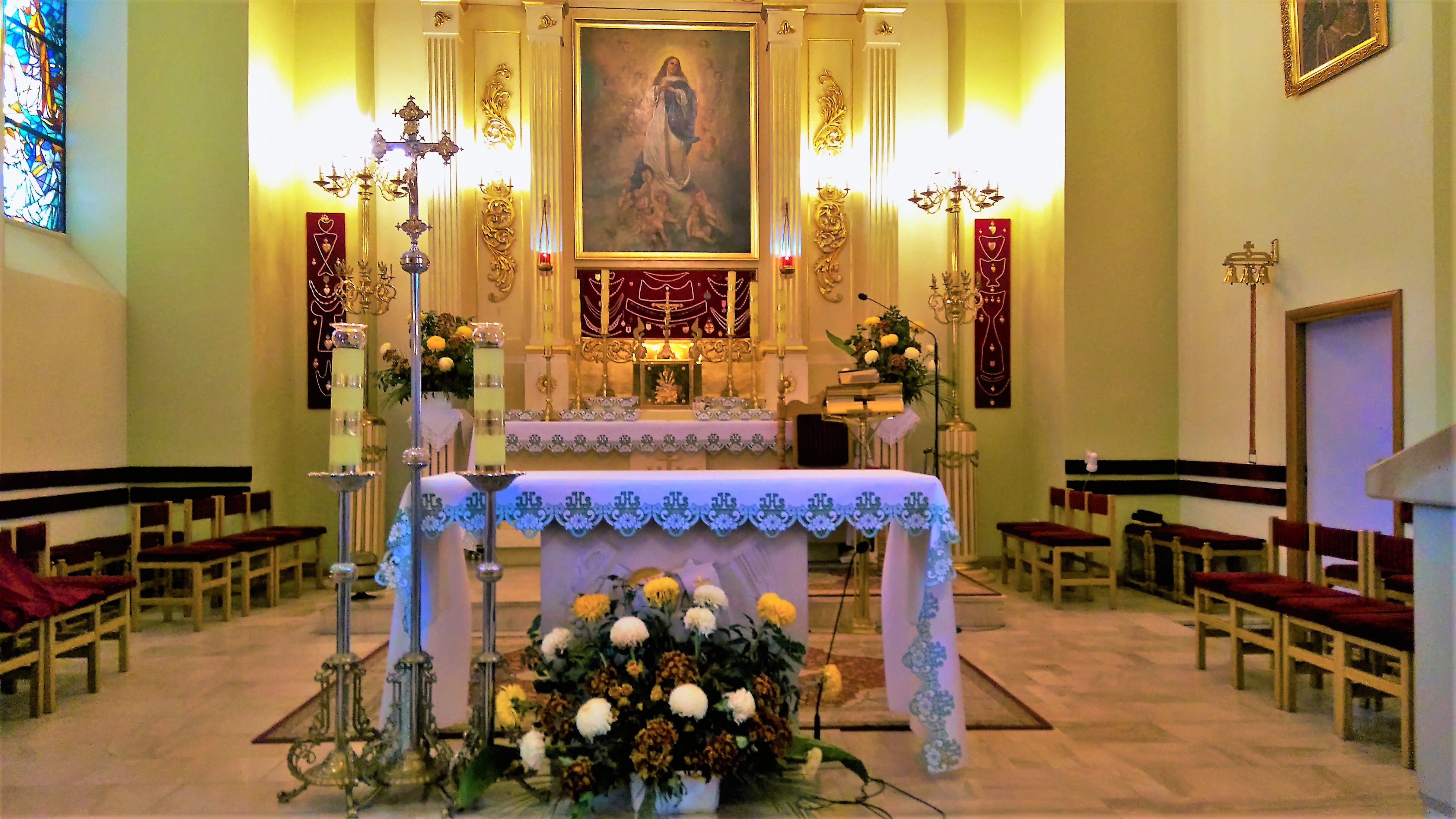
Ołtarz główny przed remontem.
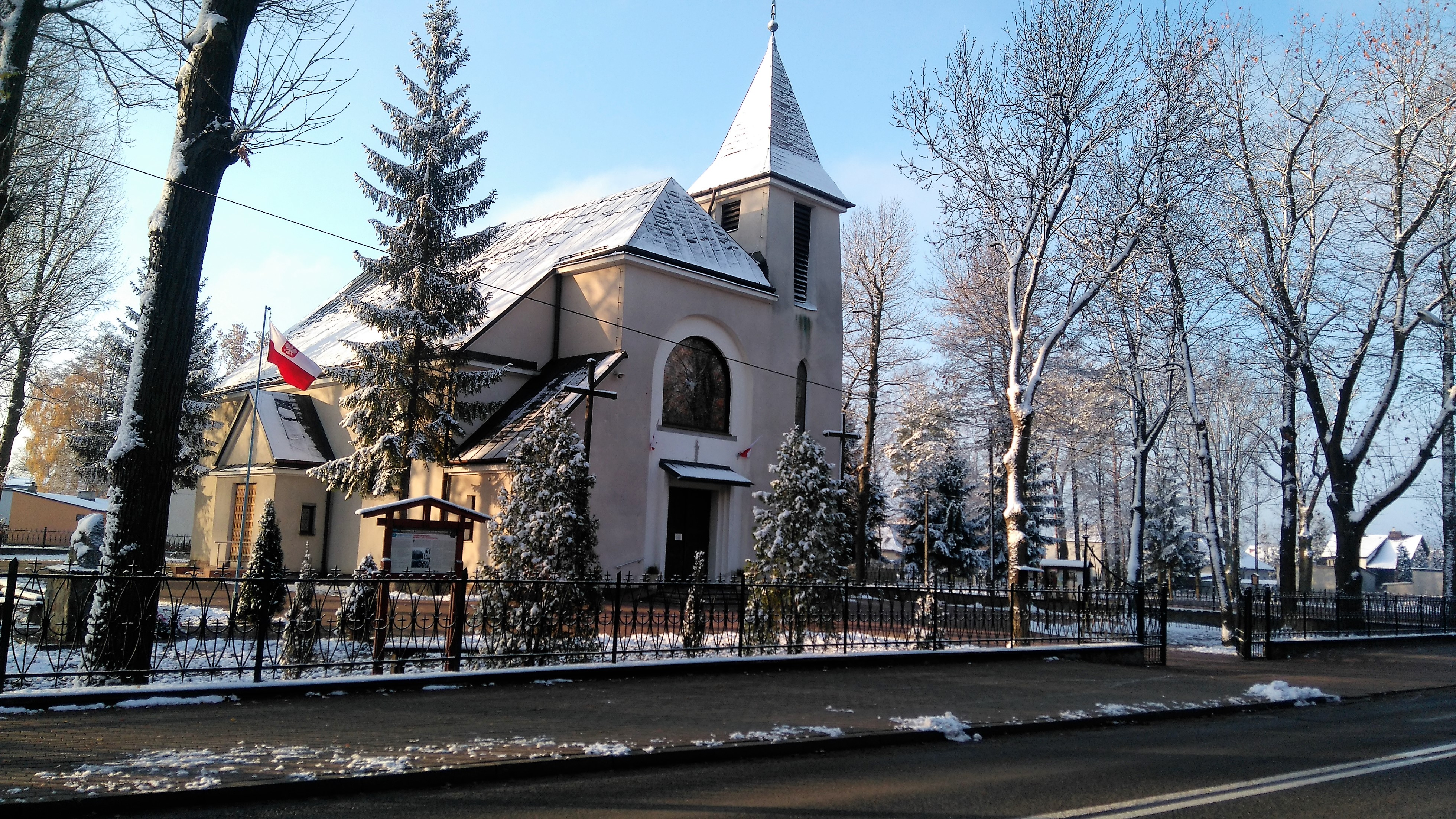
Widok z pl. kard. Stefana Wyszyńskiego